# W·戴维·阿内特
威廉·戴维·阿内特（英語：William David Arnett，1940年—），美国天体物理学家，亚利桑那大学斯图尔德天文台Regents天体物理学教授，他的研究领域包括超新星爆发，引力塌缩形成中子星或黑洞，恒星核合成等，是专著超新星和核合成的作者。阿内特是使用超级计算机研究天体物理学问题的先驱，包括中微子辐射的流体力学，核反应网络，不稳定性和爆炸，超新星的光变曲线，二维和三维的湍动对流。